# Premis Goya
Els Premis Anuals de l'Acadèmia de les Arts i les ciències cinematogràfiques d'Espanya, popularment anomenats Premis Goya, premien les millors produccions espanyoles amb una sèrie de premis segons les diverses especialitats del sector. Varen ser instaurats l'any 1987 tot imitant altres premis de caràcter similar com els Oscars, o els Premis César. El guardó escollit va ser un bust de bronze del pintor espanyol Francisco de Goya.
El premi es concedeix per votació popular entre tots els membres de l'Acadèmia, que elegeixen en primer lloc quatre nominats per a cada categoria, i finalment un guanyador.
La cerimònia d'entrega té lloc a la fi de gener o als primers dies de febrer i segueix el mateix format que la cerimònia d'entrega dels Oscars. La primera cerimònia, de l'any 1987, es va fer al teatre Lope de Vega de Madrid. Des d'aleshores els premis s'han entegat al Palau de Congressos de Madrid, amb excepció de l'any 2000 en què es van fer a l'Auditori de Barcelona i l'any 2011 al Palacio Real de Madrid. Les pel·lícules que opten al guardó són totes les espanyoles estrenades entre l'1 de desembre i el 30 de novembre de l'any en què es concedeixen.

## Història
El primer cop que es va plantejar organitzar una entrega de premis per premiar les millors produccions espanyoles fou l'any 1986 amb la creació de l'Acadèmia de les Arts i de les Ciències Cinematogràfiques d'Espanya. Aquesta va veure la llum avalada per nombrosos professionals destacats del cinema, com Luis García Berlanga o Carlos Saura i fins a un total de 87 persones. En l'actualitat, l'Acadèmia compta amb més de 850 membres i una de les seves labors principals és la concessió dels premis Goya.
El 16 de març de 1987 fou el primer cop que aquests guardons s'entregaren. En la primera edició es van repartir 15 estatuetes, xifra que ha anat creixent progressivament fins a arribar a les 28 actuals.
L'entrega de premis s'ha fet sempre amb una normalitat relativa, excepte en algunes ocasions especials. Una de les edicions més recordades és la de 2003, en la que una gran part dels premiats i nominats varen expressar el seu rebuig al govern de José María Aznar i més concretament a la invasió de l'Iraq per part de tropes espanyoles. També va aconseguir certa ressonància l'edició de 2004, en la que grups de nacionalistes espanyols van criticar durament la nominació de la pel·lícula de Julio Medem Euskal pilota.
L'any 2005, també es van acusar els premis d'estar extremadament polititzats, per la presència de la plana major del PSOE a l'entrega. En aquell mateix any alguns grups van criticar la gran quantitat de premis aconseguits per Mar adentro d'Alejandro Amenábar (14 en total), poc després de la gala Pedro Almodóvar, el gran derrotat d'aquella edició, va anunciar que deixaria de pertànyer a l'Acadèmia.
Al llarg dels anys, els Premis Goya s'han anat consolidant progressivament, fins a arribar a ser, avui en dia, els més importants de tota la indústria cinematogràfica a Espanya.

## Categories
| - Millor pel·lícula - Millor director - Millor interpretació masculina protagonista - Millor interpretació femenina protagonista - Millor interpretació masculina de repartiment - Millor interpretació femenina de repartiment - Millor actor revelació - Millor actriu revelació - Millor guió original - Millor guió adaptat - Millor fotografia - Millor muntatge - Millor música original - Millor cançó original - Millor director novell | - Millor direcció de producció - Millor direcció artística - Millor disseny de vestuari - Millor maquillatge i perruqueria - Millor so - Millors efectes especials - Millor pel·lícula d'animació - Millor curtmetratge d'animació - Millor curtmetratge documental - Millor curtmetratge de ficció - Millor pel·lícula europea - Millor pel·lícula documental - Millor pel·lícula estrangera de parla hispana - Goya d'Honor - Goya Internacional |

## Màxims guardonats

### Pel·lícules més premiades
- Mar adentro (2004) - 14 premis
- ¡Ay Carmela! (1990) - 13 premis
- Blancanieves (2012) - 10 premis
- La isla mínima (2014) - 10 premis
- Handia (2018) - 10 premis
- Belle Époque (1992) - 9 premis
- Pa negre (2011) - 9 premis
- Un monstruo viene a verme (2017) - 9 premis

### Pel·lícules que han aconseguit els 5 principals premis Goya (millor pel·lícula, director, guió, actor i actriu principal)
- ¡Ay, Carmela! (1990): pel·lícula, director (Carlos Saura), guió adaptat (Rafael Azcona i Carlos Saura) i actors protagonistes (Andrés Pajares i Carmen Maura).
- Te doy mis ojos (2003): pel·lícula, director (Icíar Bollaín), guió original (Icíar Bollaín) i actors protagonistes (Luis Tosar y Laia Marull).
- Mar adentro (2004): pel·lícula, director (Alejandro Amenábar), guió original (Alejandro Amenábar i Mateo Gil) i actors protagonistes (Javier Bardem i Lola Dueñas).

### Directors guanyadors de més premis
- Alejandro Amenábar - 3 premis de 4 candidatures
- Fernando León de Aranoa - 3 premis de 3 candidatures
- Pedro Almodóvar - 2 premis de 6 candidatures
- Fernando Trueba - 2 premis de 3 candidatures

### Actors guanyadors de més premis
- Javier Bardem - 4 premis de 7 candidatures
- Juan Diego - 3 premis de 8 candidatures
- Fernando Fernán Gómez - 3 premis de 6 candidatures

### Actrius guanyadores de més premis
- Carmen Maura - 4 premis de 6 candidatures
- Verónica Forqué - 4 premis de 5 candidatures